# Михалков Сергій Володимирович
Сергі́й Володи́мирович Михалко́в (рос. Сергей Владимирович Михалков; *28 лютого (13 березня) 1913, Москва — †27 серпня 2009, Москва) — російський поет і письменник, автор текстів гімну СРСР (1944, 1977) і Росії (2000). Голова виконкому Міжнародного співтовариства письменницьких союзів. Герой Соціалістичної Праці, кавалер чотирьох орденів Леніна, лауреат численних урядових, літературних, громадських і міжнародних премій. Широко відомий як автор віршів для дітей.

## Життєпис
Народився 13 березня (28 лютого за старим стилем) 1913 року в Москві. Шкільні роки Сергій Михалков провів в П'ятигорську. У 1930 році він закінчив середню школу, але ще за два роки до цього, в 1928 році, в журналі «На підйомі» (Ростов-на-Дону) був опублікований його перший вірш «Дорога». У тому ж році Михалков був зарахований до авторського активу Терської асоціації пролетарських письменників (ТАПП), після чого його вірші часто друкувалися на сторінках п'ятигорської газети «Терек». У 1930 році Михалков переїхав до Москви, де протягом трьох років працював чорноробом на Москворецькій ткацький-обробній фабриці. У той же період брав участь в геологорозвідувальній експедиції до Східного Казахстану і на Волгу. Вже тоді вірші Михалкова публікувалися в столичному друці, передавалися по радіо. З 1933 року Михалков, який належав до об'єднання молодих письменників при журналі «Огонёк», став заробляти письменницькою працею, його твори публікували також «Прожектор», «Известия», «Комсомольська правда», «Вечірня Москва».
У 1935—1937 роках Михалков навчався в Літературному інституті імені Горького. У той період були опубліковані дитячі вірші «Три громадяни», «Веселий турист», «Упертий Хома», «Ми з приятелем», «Дядько Степа», «А що у вас?», «Про мімозу», що стали широко відомими, а в 1936 році Михалковим була видана перша книга віршів. У ті ж роки Михалков виступив як драматург і байкар (ідею звернутися до цього жанру йому подав Олексій Толстой), байку Михалкова «Лисиця і бобер» опублікувала газета «Правда». У 1939 році він отримав свою першу державну нагороду — орден Леніна.
У 1939 році Михалков був призваний в армію і як військовий кореспондент брав участь в подіях на Західній Україні і у Фінляндії. У 1941—1945 роках Михалков перебував в лавах Червоної армії, працював в армійських видавництвах (побував майже на всіх фронтах), проте писав і твори для дітей (вірші «Бувальщина для дітей», «Піонерська посилка», «Карта», «Мати» та інші).
Знаменита епітафія Невідомому солдату, викладена на гранітній плиті Вічного вогню біля Кремлівської стіни: «Ім'я твоє невідоме, подвиг твій безсмертний», — також належить Міхалкову.
У 1944 році, після того, як уряд вирішив замість Інтернаціоналу створити новий Державний гімн СРСР, Михалков і його співавтор Ель-Регістан стали авторами його тексту. За одними даними, перша редакція створювалася безпосередньо під керівництвом Йосипа Сталіна, проте за іншими відомостями, Михалков почав складати гімн в новорічну ніч 1944 року, почувши по радіо оголошення про всенародний конкурс текстів. За словами самого Михалкова, автори гімну, коли вирішили писати його текст, «спочатку подивилися в словнику, що таке гімн», визначили розмір за аналогією з гімном партії більшовиків, через два дні відправили готовий текст до Москви, і саме на ньому зупинив свій вибір Сталін. Гімн виконувався на музику Олександра Александрова.
Після німецько-радянської війни Михалков продовжив літературну діяльність — написав п'єси для дитячих театрів: «Особливе завдання» (1945), «Червоний галстук» (1946), «Я хочу додому» (1949), «Сомбреро» (1957) і низку інших, а в 1962 році виступив автором ідеї, організатором і головним редактором сатиричного кіножурналу «Фітіль». Михалков відомий також як автор сценаріїв до таких відомих картин як «Велика космічна подорож» (у співавторстві з Валентином Селівановим, за п'єсою Михалкова «Перша трійка, або Рік 2001», 1974), «Три плюс два» (знятий за п'єсою Михалкова «Дикуни», 1962) і «Нові пригоди Кота в Чоботях» (1958).
У 1977 році, коли було ухвалено рішення вилучити з тексту гімну ім'я Сталіна, Михалков став автором другої редакції гімну СРСР.
У 2000 році «Ведомости» повідомили, що після того, як президент Володимир Путін схвалив рішення депутатів повернути гімну Росії мелодію Александрова замість «Патріотичної пісні» Михайла Глінки, новий варіант тексту державного гімну, написаний Михалковим, мав найбільші шанси стати основним. Син поета Микита Михалков розповів виданню, що ідея ще раз написати слова на музику Александрова належала не його батьку: «Думаю, що його просили. Але хто конкретно, я не знаю». Декілька тижнів по тому робоча група з розгляду нового гімну рекомендувала президентові затвердити слова Михалкова на музику Александрова. Проте, за даними «Ведомостей», текст був підданий істотній правці (за офіційною версією, цим займався сам автор, проте в самій робочій групі не змогли з упевненістю це підтвердити).
Михалков займався не тільки професійною діяльністю, але й вів активну громадську роботу. Впродовж двадцяти років він очолював Спілку письменників РРФСР, був депутатом Верховних Рад РРФСР і СРСР, членом колегії союзного Міністерства культури, керував цілою низкою комісій і асоціацій, згодом був вибраний головою Ради старійшин Міжнародного співтовариства письменницьких союзів. У 2005 році письменник обійняв посаду голови виконкому Міжнародного співтовариства письменницьких союзів.
Михалков — академік педагогічних наук, заслужений діяч мистецтв РРФСР. Письменник був удостоєний численних урядових, літературних, громадських і міжнародних премій, зокрема отримав чотири ордени Леніна і двічі став лауреатом Сталінської премії. За великі заслуги в розвитку літератури Михалкову було присвоєне звання Героя Соціалістичної Праці. У 1993 році Михалков був нагороджений орденом Преподобного Сергія Радонезького II ступеня, а в 2003 році отримав орден «За заслуги перед Вітчизною» II ступеня.
Станом на 2005 голова правління «Міжнародної спільноти письменницьких союзів».
13 березня 2008 року, в день 95-річчя нагородженний орденом Святого апостола Андрія Первозванного «за видатний внесок у розвиток вітчизняної літератури, багаторічну творчу і суспільну діяльність».
27 серпня 2009 року на 97-му році життя Сергій Михалков помер.

## Сім'я
Батько, Володимир Олександрович Михалков, був одним з основоположників радянського промислового птахівництва.
Брат Михайло (1922-2006), письменник, мав таємничу фейкову біографію, офіцер КДБ, розвідник. За його словами, написав слова та музику гімну роти СС, який мав слова «Де Гітлер, там перемога!»
Сергій Михалков був одружений вдруге на Субботіній Юлії Валеріївні. У нього було двоє синів від першого шлюбу з письменницею Наталією Кончаловською — Андрій Кончаловський (Андрон Михалков-Кончаловський) і Микита Михалков. Обидва вони — відомі кінорежисери.

## Фантастика у творчості Сергія Михалкова
Серед більш ніж 200 книг Михалкова ціла низка містить певні фантастичні елементи, та лише одна п'єса — «Перша трійка або 2001 рік» (1971) має безпосереднє відношення до дитячої наукової фантастики. У ній група підлітків здійснює міжзоряний космічний політ, що виявляється майстерною імітацією; екранізована в 1974 році як «Велика космічна подорож».

## Критика творчості
Книги Михалкова видані різними мовами світу тиражем понад 400 млн примірників і продовжують перевидаватися. Сергій Михалков працював практично у всіх літературних жанрах: поезія, проза, драматургія, критика, публіцистика, сценарії фільмів і мультфільмів. Поет став визнаним класиком дитячої поезії. Такі його твори, як «Дядя Стьопа», «Свято неслухняності», «А що у вас?», неодноразово перевидавалися і мають успіх і любов авдиторії. Критики, що позитивно відгукувалися про його творчість, відзначали самобутність таланту, вплив класичної російської драматургії. З'явилося навіть таке поняття, як «Михалковський театр».
Та частина критиків, які невисоко оцінювали внесок Михалкова в світову літературу, говорили про вторинність, прагнення догоджати сьогохвилинним інтересам влади. Так, наприклад, багато з його творів є по суті адаптацією класики до вимог соціалістичного реалізму. Наприклад, п'єса «Балалайкин і компанія» (за мотивами творів Салтикова-Щедріна), п'єса «Том Кенті» (за мотивами «Принца і жебрака») та інші. Хоч і вважалося, що Михалков визнаний сатирик, але його творам в цьому напрямі не вистачало справжньої гостроти і викриття.

## Нагороди
- Герой Соціалістичної праці (1973)
- Орден Святого Андрія Первозванного (13 березня 2008) — за видатний внесок у розвиток російської літератури, багаторічну творчу і суспільну діяльність[26]
- Орден «За заслуги перед Вітчизною» II ступеня (13 березня 2003) — за видатний внесок у розвиток вітчизняної культури
- Орден Пошани (13 березня 1998) — за великий особистий внесок у розвиток вітчизняної багатонаціональної культури[28]
- Орден Дружби народів (20 лютого 1993) — за великий особистий внесок у розвиток літератури і мистецтва, зміцнення міжнаціональних культурних зв'язків і плідну суспільну діяльність[29]
- Чотири ордени Леніна (1939, 1963, 1973, 1983)
- Орден Жовтневої Революції (1971)
- Орден Червоного Прапора (1945)
- Орден Вітчизняної війни I ступеня (1985)
- Два ордени Трудового Червоного Прапора (1967, 1988)
- Орден Червоної Зірки (1943)
- Орден Святого Сергия Радонежського (РПЦ, 1993)
- Орден Святого Благовірного царевича Дмитрія (РПЦ, 1998).
- Ленінська премія (1970)
- Державна премія СРСР (1978)
- Три Сталінські премії (1941, 1942, 1950)
- Державна премія РРФСР (1977)

## Твори автора в Інтернеті
- (укр.) Сергій Михалков [Архівовано 22 листопада 2015 у Wayback Machine.] // Казки світової літератури.